# Jared Walsh
Jared James Walsh (Brookfield, 30 luglio 1993) è un giocatore di baseball statunitense, prima base ed esterno destro per i Los Angeles Angels della Major League Baseball.

## Carriera

### Inizi e Minor League (MiLB)
Nato ad Brookfield nel Wisconsin, Walsh frequentò la Peachtree Ridge High School di Suwanee nello stato della Georgia e successivamente l'Università della Georgia di Athens. Venne selezionato nel 39º turno del draft MLB 2015, dai Los Angeles Angels of Anaheim, che lo assegnarono nella classe Rookie. Nel 2016 militò nella classe A e nel 2017 iniziò la stagione nella classe A-avanzata, trascorrendo inoltre il periodo dal 12 giugno al 10 luglio nella Doppia-A. Nel 2018, dopo aver cominciato la stagione nuovamente nella classe A-avanzata, venne promosso il 23 maggio nella Doppia-A e il 12 luglio nella Tripla-A, classe quest'ultima in cui iniziò la stagione 2019.
Durante la militanza nella minor league, Walsh apparve sporadicamente in quasi ogni stagione come lanciatore di rilievo.

### Major League (MLB)
Walsh debuttò nella MLB il 15 maggio 2019, al Target Field di Minneapolis contro i Minnesota Twins. Schierato come prima base titolare, colpì la sua prima valida nel suo terzo turno di battuta, realizzando altre due valide nei successivi due turni affrontati. Il 23 maggio esordì come lanciatore, schierato come closer concesse due valide, una base su ball e un punto. Il 25 maggio contro i Rangers, realizzò il primo punto battuto a casa mentre il 26 maggio contro la stessa squadra, colpì il primo doppio e segnò il primo punto su singolo di Luis Rengifo. Il 9 settembre contro gli Indians, Walsh venne schierato nella parte bassa dell'ottavo inning come sostituto battitore, battendo il suo primo fuoricampo. Concluse la stagione con 31 partite disputate (5 come lanciatore) nella MLB e 98 (13 da lanciatore) nella Tripla-A.
Nella primavera 2020, Walsh si infortunò al braccio e ciò gli impedì di allenarsi come lanciatore, costringendolo a concentrarsi alla battuta e al suo abituale ruolo di prima base. A settembre venne nominato esordiente del mese della lega.
Nel 2021, l'allenatore degli Angels Joe Maddon affermò di non aver pianificato lo schieramento di Walsh nel ruolo di lanciatore e di aver scelto di schierarlo nei ruoli offensivi e difensivi.

## Palmares
- MLB All-Star: 1

2021
- Esordiente del mese: 1

AL: settembre 2020